# Independent Spirit Awards 1988
La cerimonia di premiazione della 3ª edizione degli Independent Spirit Awards si è svolta nel 1988 al ristorante 385 North di Los Angeles ed è stata presentata da Buck Henry. Louis Malle ha pronunciato il keynote address.
Sono stati introdotti in questa edizione il premio per il miglior attore non protagonista (Best Supporting Male) e il premio per la miglior attrice non protagonista (Best Supporting Female).

## Vincitori e candidati
I vincitori sono indicati in grassetto, a seguire gli altri candidati.

### Miglior film
- I ragazzi del fiume (River's Edge), regia di Tim Hunter
- The Big Easy, regia di Jim McBride
- Matewan, regia di John Sayler
- Swimming to Cambodia, regia di Jonathan Demme
- I ragazzi duri non ballano (Tough Guys Don't Dance), regia di Norman Mailer

### Miglior attore protagonista
- Dennis Quaid - The Big Easy
- Mickey Rourke - Barfly
- James Woods - Bestseller
- Terry O'Quinn - The Stepfather - Il patrigno (The Stepfather)
- Spalding Gray - Swimming to Cambodia

### Miglior attrice protagonista
- Sally Kirkland - Anna
- Joanne Woodward - Lo zoo di vetro (The Glass Menagerie)
- Debra Sandlund - I ragazzi duri non ballano (Tough Guys Don't Dance)
- Lillian Gish - Le balene d'agosto (The Whales of August)
- Louise Smith - Le professioniste del peccato (Working Girls)

### Miglior regista
- John Huston - The Dead - Gente di Dublino (The Dead)
- Jim McBride - The Big Easy
- John Sayles - Matewan
- Tim Hunter - I ragazzi del fiume (River's Edge)
- Jonathan Demme - Swimming to Cambodia

### Miglior fotografia
- Haskell Wexler - Matewan
- Robby Müller - Barfly
- Fred Murphy - The Dead - Gente di Dublino (The Dead)
- Amir M. Mokri - Slamdance - Il delitto di mezzanotte (Slam Dance)
- John Bailey - I ragazzi duri non ballano (Tough Guys Don't Dance)

### Miglior sceneggiatura
- Neal Jimenez - I ragazzi del fiume ( River's Edge)
- Agnieszka Holland -  Anna
- Tony Huston - The Dead - Gente di Dublino (The Dead)
- John Sayles - Matewan
- Spalding Gray - Swimming to Cambodia

### Miglior attore non protagonista
- Morgan Freeman - Street Smart - Per le strade di New York (Street Smart)
- James Earl Jones - Matewan
- Wings Hauser - I ragazzi duri non ballano (Tough Guys Don't Dance)
- Vincent Price - Le balene d'agosto (The Whales of August)

### Miglior attrice non protagonista
- Anjelica Huston - The Dead - Gente di Dublino (The Dead)
- Karen Allen - Lo zoo di vetro (The Glass Menagerie)
- Martha Plimpton - I diffidenti (Shy People)
- Kathy Baker - Street Smart - Per le strade di New York (Street Smart)
- Ann Sothern - Le balene d'agosto (The Whales of August)

### Miglior film d'esordio
- Dirty Dancing - Balli proibiti (Dirty Dancing), regia di Emile Ardolino
- Anna, regia di Yurek Bogayevicz
- Hollywood Shuffle, regia di Robert Townsend
- Siesta, regia di Mary Lambert
- Waiting for the Moon, regia di Jill Godmilow

### Miglior film straniero
- La mia vita a quattro zampe (Mitt liv som hund), regia di Lasse Hallström
- Arrivederci ragazzi (Au revoir, les enfants), regia di Louis Malle
- Anni quaranta (Hope and Glory), regia di John Boorman
- Prick up - L'importanza di essere Joe (Prick Up Your Ears), regia di Stephen Frears
- Tampopo, regia di Jūzō Itami